# 哈維·普阿多
哈維爾·普阿多·迪亞斯（1998年5月25日—），西班牙足球運動員，司職邊鋒，現效力於西甲球隊西班牙人，西班牙國家足球隊成員。

## 俱樂部生涯

### 西班牙人
普阿多出生於加泰隆尼亞巴塞隆納，2014年從科爾内利亞青訓營轉入皇家西班牙人。
2018年8月18日，普阿多在與維戈塞爾塔1-1戰平的比賽中取代柏保路·皮亞堤，完成一線隊首秀。
普阿多在西乙2020-21賽季打進了12個進球，這在球隊中排名第二，僅次於23球的勞爾·德·托馬斯，他是西班牙人在西乙一年後作為冠軍重返西甲的功臣之一。

## 國家隊生涯
2021年6月8日，普阿多首次為西班牙國家足球隊出戰，在4-0大勝立陶宛的友誼賽中踢進第一顆國際進球。
2021年6月29日，普阿多入選了西班牙23歲以下國家足球隊大名單，參加2020年夏季奥林匹克运动会男子足球比赛。最終奪得銀牌。

## 個人生活
普阿多的父親法蘭西斯科也是一名足球運動員和前鋒。他職業生涯的大部分時間都在西班牙低級聯賽中度過，曾短暫效力於奧薩蘇納。

## 生涯統計

### 國家隊進球
最後更新：2021年6月8日
| No. | 日期       | 比賽場地                           | 對手   | 比分 | 賽果 | 賽事   |
| --- | ---------- | ---------------------------------- | ------ | ---- | ---- | ------ |
| 1.  | 2021.06.08 | 西班牙, 萊加內斯, 布塔克爾市政球場 | 立陶宛 | 4-0  | 4-0  | 友誼賽 |

## 榮譽

### 球會
西班牙人
- 西班牙足球乙级联赛冠軍：2020-21賽季[3]

### 國家隊
西班牙U23
- 奧林匹克運動會足球比賽銀牌：2020年

### 個人
- 歐洲U-21足球錦標賽最佳陣容：2021年[8]

## 外部連結
- Soccerway資料庫：哈維·普阿多